# متلازمة ميلر-دياكر
متلازمة ميلر-دياكر (بالإنجليزية Miller–Dieker syndrome) ويعرف أيضا بمتلازمة انعدام التلافيف المكتسب (MDLS)، ومتلازمة الكروموسوم الحذف 17p13.3. وهو مرض وراثي ناتج عن خلل جيني بسبب قطع أو نقص في الصبغي رقم 17p13، والناجمة عن نقص في الهجرة العصبية. وتتميز متلازمة ميلر بنمط نمو الدماغ الغير طبيعي والذي يعرف باسم انعدام التلافيف. عادة يكون الجزء الخارجي من الدماغ (القشرة الدماغية) متعددة الطبقات مع طيات وأخاديد. والمخ بشكل غير طبيعي سلس مع عدد أقل من طيات وأخاديد. هذه التشوهات في الدماغ تسبب إعاقة ذهنية شديدة، مع تأخر في النمو، وتصلب في العضلات (التشنج)، وضعف العضلات (نقص التوتر)، وصعوبات في التغذية. عادة ما تبدأ كنوبات قبل ستة أشهر من الولادة.
ويجب أن لا يتم الخلط بين هذه المتلازمة مع متلازمة ميلر - فيشر لانها اضطراب وراثي نادر لا علاقة لها - بمتلازمة ميلر- فيشر والتي تتشابه مع متلازمة غيان باريه .

## الكشف المبكر
استخدام التصوير بالموجات الفوق صوتية (تخطيط الصدى) للأم الحامل قد يساعد في الكشف المبكر عن عيوب تخليق المخ في الجنين المصاب بمتلازمة ميلر-دياكر.وقد تظهر ملامح مميزة للمولود بعد الولادة فورًا.قد يعاني الطفل المريض أيضًا من صعوبات في التغذية, تأخر عقلي شديد,تأخر في النمو وتشنجات.ولتشخيص هذا المرض في الأطفال يتم استخدام التصوير بالرنين المغناطيسي على المخ والذي يُظهر المخ خاليًا من التلافيف.قد يتأخر تشخيص المرضى المصابين بمتلازمة ميلر-دياكر بسبب ندرة هذا المرض, وتنوع أعراضه, وتشابهها مع الكثير من المتلازمات الأخرى.
وفي حالة ظهور حالة سابقة في الأسرة لطفل يعاني من متلازمة ميلر-دياكر قد يزيد معدل تكرار الأصابة في نفس الأسرة بنسب متفاوتة حسب نوع إعادة ترتيب الكروموسومات المتوازن في خلايا أحد الأبوين.وإن كان الأبوين لايعانيان من إعادة ترتيب الكروموسومات المتوازن فإن نسبة تكرار الإصابة بين أبناءهما تكون أقل من 1%.ويمكن الوصول إلى تشخيص مبكر جدا بأخذ عينات من المشيمة أو فحص عينة من مياه الرحم خلال المراحل الأولى من الحمل. وفي حالة حصول الأبوين على نتيجة تفيد بإصابة الجنين بمتلازمة ميلر-دياكر فإنه يتوجب عليهما تقرير المنافع والأضرار الناتجة عن استكمال الحمل وذلك بمساعدة الطبيب المختص.

## الأعراض
- -مشاكل في النوم -الصرع
- -لأنف مقلوب
- - الأذان منخفضة بشكل غير طبيعي على شكل مجموعة
- - صغر حجم الفك
- -الشفاه سميكة ومرتفعة
- -تاخر شديد في النمو الحركي والفكري
- -عيوب وتشوهات في الأعضاء التناسلية
- -ضعف وارتخاء عام
- -نادرا ما قد يكون مصحوبا بالأمراض القلب الخلقية مثل بقاء واستمرار القناة الشريانية بين القوس الابهري والشريان الرئوي الأيسر.

## التشخيص
يمكن تشخيص المرض عن طريق التقنيات الوراثية الخلوية، واختبار ل microdeletion في LIS1.

## العلاج
لا يوجد إلى الآن علاج لهذه المتلازمة ولكن قد تدخل بعض العمليات الجراحية التجميلية لتحسين المنظر العام أو العمليات الجراحية للقلب وهذا من أصعبها لوجود تشوهات متداخلة، أما العلاجات لأعراض سوء التغذية والضعف تتم عن طريق بعض الأدوية.